# 麻省理工学院出版社
麻省理工学院出版社（英文：MIT Press）是一家隶属于美国麻省理工学院（英文縮寫：MIT）的大學出版社，位于麻薩諸塞州剑桥市。